# Liederkreis, Op. 39 (Schumann)

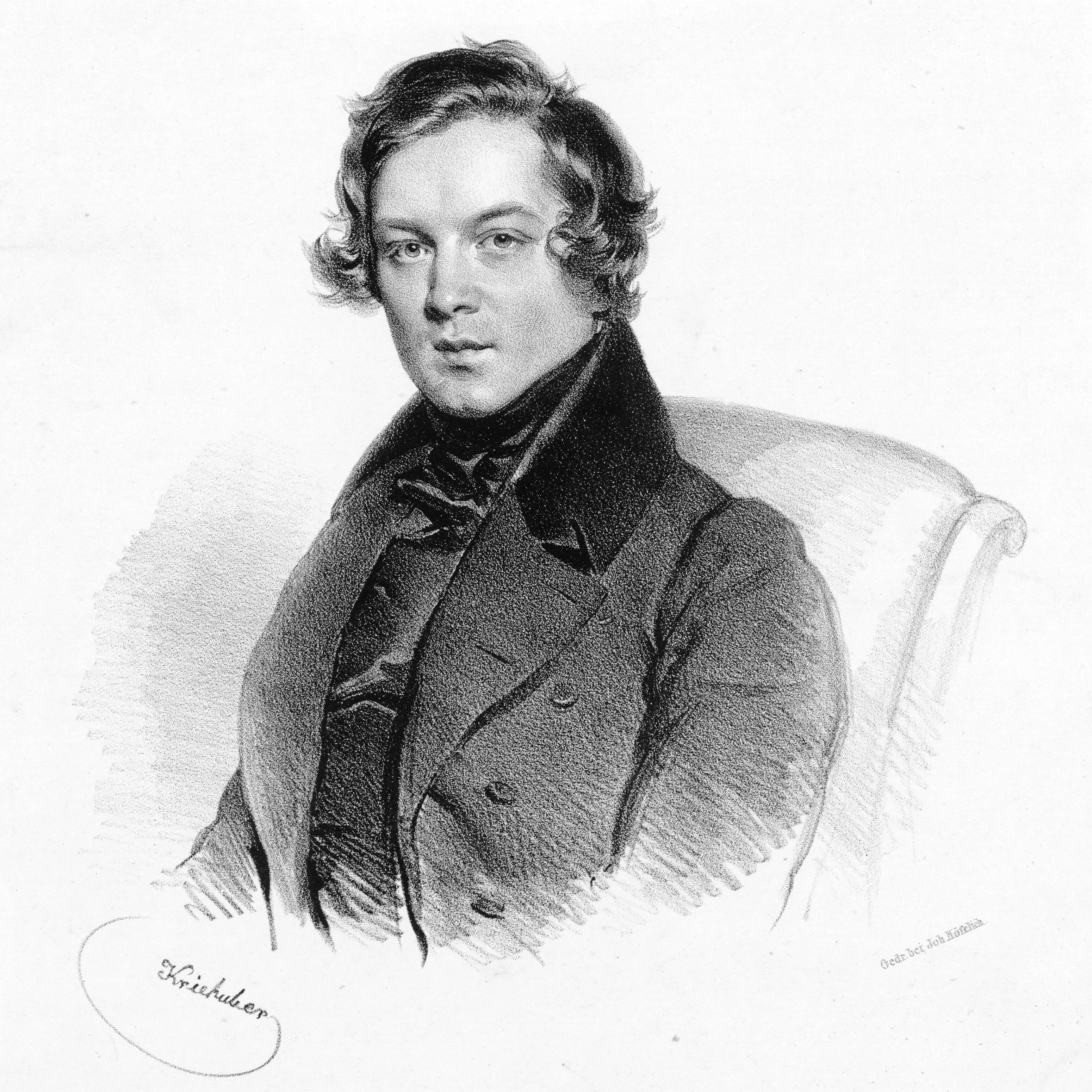
Robert Schumann

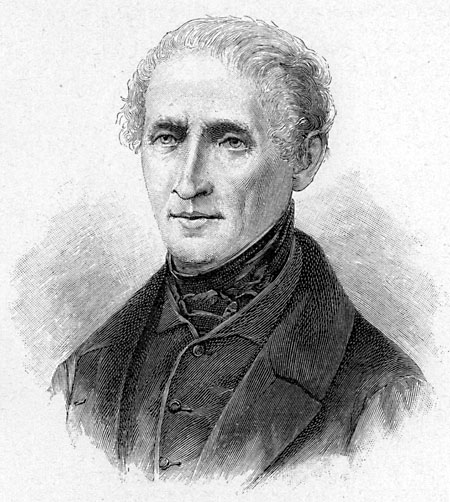
Joseph von Eichendorff

Liederkreis, opus 39 is een liederencyclus van Robert Schumann naar gedichten van Joseph von Eichendorff.
Dit werk voor stem en piano vooral bekend onder de naam Eichendorff Liederkreis, om het te onderscheiden van de Liederkreis, opus 24 gebaseerd op gedichten van Heinrich Heine en eveneens tot stand gekomen in zijn meest productieve Liederjahr, het jaar 1840 waarin hij ongeveer de helft van al zijn liederen componeerde. Voordien componeerde Schumann voornamelijk voor de piano. De liederen zijn een toonzetting van twaalf gedichten van Joseph Freiherr von Eichendorff (1788-1857) en werden in 1842 uitgeven. De Liederkreis wordt beschouwd als een van de grootste liederenseries van de negentiende eeuw vanwege de romantische beleving van het landschap.

## Ontstaansgeschiedenis
Alle gedichten stammen uit een eerste uitgave van gedichten van von Eichendorff gepubliceerd in Berlijn in 1837. In april 1840 stuurde Clara Schumann op zijn verzoek afschriften van enige gedichten naar Robert Schumann. Deze gedichten staan in haar handschrift. Nagenoeg alle genres uit het lyrische werk van von Eichendorff komen aan bod behalve studentenliederen en liederen van godsdienstige aard. Of de keuze door Clara of door Robert gemaakt is, valt niet te achterhalen. De volgorde van de composities is dezelfde als die in de uitgave van de dichter uit 1837. Bij von Eichendorff vormen de betreffende gedichten zelf geen cyclus.

## Titels
1. "In der Fremde"
2. "Intermezzo"
3. "Waldesgespräch"
4. "Die Stille"
5. "Mondnacht"
6. "Schöne Fremde"
7. "Auf einer Burg"
8. "In der Fremde"
9. "Wehmut"
10. "Zwielicht"
11. "Im Walde"
12. "Frühlingsnacht"

## Tekst en vertalingen Liederkreis
| In der Fremde Aus der Heimat hinter den Blitzen rot Da kommen die Wolken her, Aber Vater und Mutter sind lange tot, Es kennt mich dort keiner mehr. Wie bald, wie bald kommt die stille Zeit, Da ruhe ich auch, und über mir Rauschet die schöne Waldeinsamkeit Und keiner mehr kennt mich auch hier. Joseph Freiherr von Eichendorff Aus der Sammlung Totenopfer | In den vreemde Boven ‘t thuisland kleuren de bliksems rood Dan komen de wolken weer, Echter vader en moeder zijn lang al dood, En kent mij daar niemand meer. Hoe snel, hoe snel komt de stille tijd, Dat ik er rust onder ‘n populier Lovend het bos in zijn eenzaamheid Dan kent ook geen mij nog van hier. * |
| Intermezzo (Chor der Schmiede) Dein Bildnis wunderselig Hab ich im Herzensgrund, Das sieht so frisch und fröhlich Mich an zu jeder Stund'. Mein Herz still in sich singet Ein altes schönes Lied, Das in die Luft sich schwinget Und zu dir eilig zieht. Joseph Freiherr von Eichendorff Aus der Sammlung Sängerleben | Intermezzo (Koor van Smeden) Jouw beeld is mij een wonder Heb ik in m’n hart geënt, Je kijkt zo heel bijzonder Mij aan op elk moment. Mijn hart zingt in zichzelf Een oud en prachtig oud lied, Dat stijgt omhoog als van zelf En naar jou haastig vliedt. * |
| Waldesgespräch “Es ist schon spät, es ist schon kalt, Was reit’st du einsam durch den Wald? Der Wald ist lang, du bist allein, Du schöne Braut! Ich für dich heim!” “Gross ist der Männer Trug und List, Von Schmerz mein Herz gebrochen ist, Wohl irrt der Waldhorn her und hin, O flieh! Du weisst nicht wo ich bin.” “So reich geschmückt ist Ross und Weib, So wunderschön der junge Leib, Jetzt kenn’ich dich, Gott steh mir bei! Du bist die Hexe Lorelei!” “Du kennst mich wohl, von hohem Stein Schaut still mein Schloss tief in den Rein. Es ist schon spät, es ist schon kalt, Kommst nimmermehr aus diesem Wald!” | Waldesgespräch “Het is al laat, het is al koud, Wat rijd je eenzaam door het woud? Het woud is groot en vaak niet pluis, Jij mooie vrouw! Ik breng je thuis!” “Mannelijk zijn bedrog en list, Zodat mijn hart gebroken is, Die jachthoorn lokt je van het spoor, Je kent mij niet, ga er vandoor.” “Zo rijk gekleed en volop sier, Bevallig op je edel dier, Ik ken je nu, God sta mij bij! Je bent een heks, jij Lorelei!” Je kent mij wel, vanuit mijn slot Bepaal ik menige man zijn lot. Het is al laat, het is al koud, Verlaten zul je nooit dit woud!” |
| Die Stille Es weiß und rät es doch keiner, Wie mir so wohl ist, so wohl! Ach, wüßt es nur Einer, nur Einer, Kein Mensch es sonst wissen soll! So still ist's nicht draußen im Schnee, So stumm und verschwiegen sind Die Sterne nicht in der Höhe, Als meine Gedanken sind. Ich wünscht, es wäre schon Morgen, Da fliegen zwei Lerchen auf, Die überfliegen einander, Mein Herze folgt ihrem Lauf. Ich wünscht, ich wäre ein Vöglein Und zöge über das Meer, Wohl über das Meer und weiter, Bis daß ich im Himmel wär! Joseph Freiherr von Eichendorff Aus der Sammlung Frühling und Liebe                                    | De Stilte Geraden heeft het nog niemand, Hoe groots, hoe groots ik mij voel! Maar één wil ik het graag vertellen, Geen ander waar ik op doel. Geen stilte zo diep als het sneeuwt, Geen ster zo zwijgzaam en ver Dan mijn gedachten geheim zijn Verborgen zijn tot dusver. O was het alvast maar morgen, Een leeuwerik in de lucht, Al buitelend over een ander, Mijn hart beziet beider vlucht. Ik wens, ik was een vogeltje Al vliegend over de zee, Ver over de zee en hoger, De hemel in lieverlee. *                                                     |
| Mondnacht Es war, als hätt der Himmel Die Erde still geküßt, Daß sie im Blütenschimmer Von ihm nun träumen müßt. Die Luft ging durch die Felder, Die Ähren wogten sacht, Es rauschten leis die Wälder, So sternklar war die Nacht. Und meine Seele spannte Weit ihre Flügel aus, Flog durch die stillen Lande, Als flöge sie nach Haus. Joseph Freiherr von Eichendorff Aus der Sammlung Geistliche Gedichte | Maannacht Het leek alsof de hemel De aarde had gekust, Dat in late schemer Zij droomt van hem in rust. De wind bewoog de velden, De halmen wiegden zacht. En bomen zacht vertelden, Zo helder was de nacht. Zowaar mijn ziel kreeg vleugels Sloeg deze krachtig uit, Vloog over bos en heuvels, Als vloog zij recht naar huis. * |
| Schöne Fremde Es rauschen die Wipfel und schauern, Als machten zu dieser Stund Um die halbversunkenen Mauern Die alten Götter die Rund. Hier hinter den Myrtenbäumen In heimlich dämmernder Pracht, Was sprichst du wirr wie in Träumen Zu mit, phantastische Nacht? Es funkeln auf mich alle Sterne Mit glühendem Liebesblick, Es redet trunken die Ferne Wie von künftigem, großem Glück! Joseph Freiherr von Eichendorff Aus der Sammlung Wanderlieder | Onbekende schoonheid De bomen zij huiveren alle De zon stond laag bij de grond Alsof om verbrokkelde wallen De goden waarden weer rond. Hier achter de mirtenbomen Verholen schemerende pracht Jij spreekt verward als in dromen Mij aan, fantastische nacht. Beschenen door talloze sterren Zo stralend van liefdesblijk, Verkondigt dronken de verte vast een naderend, zalig geluk. * |
| Auf einer Burg Eingeschlafen auf der Lauer Oben ist der alte Ritter; Drüber gehen Regenschauer, Und der Wald rauscht durch das Gitter. Eingewachsen Bart und Haare, Und versteinert Brust und Krause, Sitzt er viele hundert Jahre Oben in der stillen Klause. Draußen ist es still und friedlich, Alle sind ins Tal gezogen, Waldesvögel einsam singen In den leeren Fensterbogen. Eine Hochzeit fährt da unten Auf dem Rhein im Sonnenscheine, Musikanten spielen munter, Und die schöne Braut die weinet. Joseph Freiherr von Eichendorff Aus der Sammlung Wanderlieder                                                    | Op een burcht Op de uitkijk ingeslapen Zie je hoog de oude ridder; Onder felle regenvlagen heel het bladerdak gesidder. Ingegroeid zijn baard en haren, En versteend zijn borst en wambuis, Zo verstreken honderd jaren Eenzaamheid en stilte incluis. Buiten is het stil en vredig, Allen zijn naar ’t dal getogen, Wat verloren vogels fluiten In verlaten vensterbogen. Varen onder bruiloftsgasten Op de stroom der Rijn al henen, Fraai spelen de muzikanten, En de mooie bruid moet wenen. *                                                            |
| In der Fremde Ich hör' [die] Bächlein rauschen Im Walde her und hin, Im Walde in dem Rauschen Ich weiß nicht, wo ich bin. Die Nachtigallen schlagen Hier in der Einsamkeit, Als wollten sie was sagen Von [der alten, schönen]2 Zeit. Die Mondesschimmer fliegen, Als [seh'] ich unter mir Das Schloß im Thale liegen, [Und ist] doch so weit von hier! Als müßte in dem Garten Voll Rosen weiß und roth, [Meine] Liebste auf mich warten, Und ist [doch lange] todt. Joseph Freiherr von Eichendorff Aus der Sammlung Sängerleben                                                                                            | In den vreemde Ik hoor de beekjes ruisen, In ’t woud al om mij heen, In ’t woud en in het ruisen, Ben ik verdwaald alleen. De nachtegalen fluiten Hier in de eenzaamheid, Als wilden zij zich uiten In hun goede oude tijd. De maan doet alles beven, Alsof in ’t dal onder mij Het slot plots kwam te leven, Maar het is toch niet nabij! Als zou op blote voeten Met rozen wit en rood, Mijn liefste mij begroten, Maar zij is zo lang al dood. * |
| Wehmut Ich kann wohl manchmal singen, Als ob ich fröhlich sei, Doch heimlich Tränen dringen, Da wird das Herz mir frei. So lassen Nachtigallen, Spielt draußen Frühlingsluft, Der Sehnsucht Lied erschallen Aus ihres Käfigs Gruft. Da lauschen alle Herzen, Und alles ist erfreut, Doch keiner fühlt die Schmerzen, Im Lied das tiefe Leid. Joseph Freiherr von Eichendorff Aus der Sammlung Sängerleben | Weemoed Ik kan wel dikwijls zingen, Alsof ik vrolijk ben, Maar al mijn tranen dringen, Als ik mijn hart verken. Zo laten nachtegalen, Wanneer de mei in tooi, Met vuur hun kelen pralen De dood reeds in de kooi. Dan luisteren alle harten, Aan elk is het besteed, Maar niemand voelt de smarten, In ’t lied het diepe leed. * |
| Zwielicht Dämmrung will die Flügel spreiten, Schaurig rühren sich die Bäume, Wolken ziehn wie schwere Träume - Was will dieses Graun bedeuten? Hast ein Reh du lieb vor andern, Laß es nicht alleine grasen, Jäger ziehn im Wald und blasen, Stimmen hin und wieder wandern. Hast du einen Freund hienieden, Trau ihm nicht zu dieser Stunde, Freundlich wohl mit Aug und Munde, Sinnt er Krieg im tückschen Frieden. Was heut müde gehet unter, Hebt sich morgen neugeboren. Manches bleibt in Nacht verloren - Hüte dich, bleib wach und munter! Joseph Freiherr von Eichendorff Aus der Sammlung Wanderliede               | Schemerlicht Schemering wil haar vleugels spreiden, Dreigend roeren zich de bomen, Wolken traag als zware dromen – Hoe toch deze gruwel duiden? Kan een ree je wel behagen, Laat het niet alleen dan grazen, Hoor je niet de jagers blazen, Vast gaan zij het dier belagen. Ben je op een vriend gesteld, Schenk hem dit uur geen vertrouwen, Want dat zul je gaan berouwen, Hij zal breken met geweld. Wat nu moe is gaat ten onder, Staat op morgen als herboren, Veel gaat in de nacht verloren – Zij paraat, gezond en monter. *                          |
| Im Walde Es zog eine Hochzeit den Berg entlang, Ich hörte die Vögel schlagen, Da blitzten viel Reiter, das Waldhorn klang, Das war ein lustiges Jagen! Und eh ichs gedacht, war alles verhallt, Die Nacht bedecket die Runde, Nur von den Bergen noch rauschet der Wald Und mich schauert im Herzensgrunde. Joseph Freiherr von Eichendorff Aus der Sammlung Wanderlieder | In het woud Er trok een bruiloftsstoet naar het dal, Ik hoorde de vogels zingen, Zag ruiters en er klonk ook hoorngeschal, Jachthonden stonden op springen. En voor ik het wist, was alles voorbij, De nacht heeft alles verdrongen, En uit de bergen zonk nevel rond mij Al huiverend in mijn hart verzonken. * |
| Frühlingsnacht Übern Garten durch die Lüfte Hört ich Wandervögel ziehn, Das bedeutet Frühlingsdüfte, Unten fängts schon an zu blühn. Jauchzen möcht ich, möchte weinen, Ist mirs doch, als könnts nicht sein! Alte Wunder wieder scheinen Mit dem Mondesglanz herein. Und der Mond, die Sterne sagens, Und in Träumen rauschts der Hain, Und die Nachtigallen schlagens: Sie ist Deine, sie ist dein! Joseph Freiherr von Eichendorff Aus der Sammlung Frühling und Liebe | Voorjaarsnacht Buiten hoor ik luid een trekvlucht Zie dan ook de vogels gaan, Voorjaar zit dus in de lucht, Onder vangt de bloei al aan. Juichen wil ik, ook wel wenen, Mij dunkt het kan nog niet zijn! ‘t Eeuwig wonder gaat weer leven In de glans van maneschijn. Heel de lucht wil het verhalen, Dromend ruist het woud het uit, Hoor de nachtegaal herhalen Zij behoort jou, wordt jouw bruid! * Vertalingen: August Agasi, 2021 |